# إسلامبيك كوات
إسلامبيك كوات (12 يناير 1993 بأستانة في كازاخستان - ) هو لاعب كرة قدم كازاخستاني في مركز الوسط. شارك مع منتخب كازاخستان تحت 19 سنة لكرة القدم ومنتخب كازاخستان تحت 21 سنة لكرة القدم ومنتخب كازاخستان لكرة القدم. أما مع النوادي، فقد لعب مع نادي آكتوبه ونادي أستانا ونادي كايرات وأوكزهيتبيس ‏.

## وصلات خارجية
- إسلامبيك كوات على موقع الاتحاد الأوربي (الإنجليزية)
- إسلامبيك كوات على موقع قاعدة بيانات كرة القدم.إي يو (الإنجليزية)
- إسلامبيك كوات على موقع ناشيونال فوتبول تيمز (الإنجليزية)
- إسلامبيك كوات على موقع Soccerway.com (الإنجليزية)
- إسلامبيك كوات على موقع عالم كرة القدم.نت (الإنجليزية)